# Кисиев, Дмитрий Теймуразович
Дми́трий Теймура́зович Киси́ев (род. 16 июня 1994, Джанкой, Республика Крым) — российский политтехнолог, юрист. Начальник штаба Бориса Надеждина на президентских выборах в 2024 году. Наибольшую известность приобрел в июле 2025 года, как первый уроженец Крыма, лишенный за политическую деятельность российского гражданства, полученного в результате аннексии полуострова Россией в 2014 году.

## Политическая деятельность

### Муниципальная кампания 2022
На муниципальных выборах 2022 года основанная Кисиевым команда поддержки оппозиционных политиков на выборах «Штаб кандидатов» поддержала 31 кандидата. Избраться удалось двум.

### Муниципальная и региональная кампания 2023
В 2023 году проект «Штаб кандидатов» под руководством Дмитрия Кисиева предпринял попытку консолидировать демократически ориентированных участников выборов, объединившись с партией «Гражданская инициатива» Андрея Нечаева. Совместное участие в региональных и муниципальных кампаниях осени 2023 года было направлено на преодоление изоляции независимых кандидатов в условиях жёсткого политического контроля. Платформа «Штаба» взяла на себя техническое обеспечение кампаний — юридическую поддержку, обучение, сбор подписей, координацию агитации и полевую работу. «Гражданская инициатива» обеспечивала выдвижение и медийную поддержку. Проект сосредоточился на местных выборах в Новой Москве, Подмосковье, Архангельске, Белгороде, Великом Новгороде и ряде других регионов, где шансы кандидатов считались выше. Кисиев подчёркивал, что, несмотря на сложные условия, бойкот выборов не рассматривается, а задача коалиции — формирование гражданского общества и сохранение института независимых депутатов.

### Президентская кампания Бориса Надеждина
В 2023—2024 годах Дмитрий Кисиев выступил руководителем федерального штаба в президентской кампании Бориса Надеждина, организовав кампанию по сбору подписей (в случае успешного сбора предполагалось руководство им и всей дальнейшей избирательной кампании). Он стал координатором усилий по формированию сети региональных штабов и руководил подготовкой к официальному выдвижению от партии «Гражданская инициатива», чье согласие на выдвижение кандидатуры Надеждина было получено ещё до официального старта кампании.
По словам Кисиева, до середины ноября 2023 уже были запущены штабы в нескольких регионах, включая Калининград, Белгород, Санкт-Петербург, Тулу, Великий Новгород и Новосибирск. Всего планировалось открыть штабы в 53 субъектах. Поскольку партия не была представлена в парламентах, по закону ей требовалось собрать 100 000 подписей — не более 2500 в каждом регионе.
Под руководством Кисиева кампания делала ставку на вовлечение местных демократически настроенных активистов, включая бывших и действующих членов партии «Яблоко» и других оппозиционных движений. Такая децентрализованная стратегия позволила активизировать опытные и мотивированные команды на местах, как, например, в Туле и Петербурге. Политологи объясняли эффективность этой тактики тесной взаимосвязанностью региональных активистов, в отличие от раздробленности федерального уровня. Кисиев предпринял попытку создать широкую демократическую коалицию вокруг кандидатуры Надеждина.

### ЕДГ 2024
В сентябре 2024 года Дмитрий Кисиев вместе с Борисом Надеждиным вновь выступил в роли организатора и координатора оппозиционной инициативы, на этот раз в рамках проекта «ЕДГ2024». 4 сентября они представили публичный список «альтернативных» кандидатов на предстоящие выборы различного уровня, включая губернаторские кампании, выборы в Мосгордуму и местные выборы в ряде регионов. Список был составлен при участии команды Кисиева — «Штаба кандидатов» — и активистов региональных штабов Надеждина, ранее сформированных во время президентской кампании. Кандидаты отбирались на основе политической и электоральной перспективности, а также их поддержки «Предвыборной платформы» Надеждина, представленной весной 2024 года.
Помимо идейной близости, отбор учитывал конкретные показатели: опыт участия в выборах, финансовые отчёты, а также результаты социологических опросов. В итоге поддержка была оказана кандидатам от самых разных партий: на губернаторских выборах проект рекомендовал семь представителей «Новых людей», шестерых от КПРФ, пятерых от ЛДПР, а также по одному кандидату от «Партии пенсионеров», «Коммунистов России» и «Зелёных».

### Региональная кампания 2025
В 2025 году Дмитрий Кисиев и возглавляемый им «Штаб кандидатов» начали сотрудничество с партией «Новые люди» в рамках подготовки к региональным выборам. В январе стало известно, что представители «Штаба» подали заявки на участие в открытом отборе кандидатов, объявленном партией, и были готовы выдвигать своих сторонников через её платформу. Лидер НЛ Алексей Нечаев заявил, что готов сотрудничать с «старыми» либералами, если они разделяют ценности свободы и прогресса. Кисиев подтвердил готовность к такому взаимодействию, охарактеризовав НЛ как силу, не избегающую сложных кампаний и способную последовательно отстаивать либеральную повестку в легальном поле.
По словам Кисиева, после президентской кампании Бориса Надеждина «Штаб кандидатов» сохранил активную сеть сторонников и волонтеров в регионах, включая Томск, Оренбург и Нижний Новгород. Именно они стали основными претендентами на выдвижение, при этом структура Кисиева также открыта для новых политиков с прогрессивными взглядами. Главной целью кампании 2025 года он назвал накопление критической массы депутатов, способных повлиять на политическую повестку изнутри. Сотрудничество с НЛ рассматривалось как инструмент выхода на более широкий электорат, а также способ интеграции независимых кандидатов в легальные политические процессы.
Такое партнёрство стало логичным продолжением событий 2024 года: тогда, в рамках проекта «ЕДГ2024», большинство кандидатов в списке поддержки от штаба Надеждина и Кисиева были именно выдвиженцами «Новых людей». Это была единственная парламентская партия, официально поддержавшая проект и активно участвовавшая в отборе. Ситуационные союзы с внесистемными политиками, по мнению экспертов, должны были повысить узнаваемость НЛ среди либерального электората, пусть и без гарантий быстрой конвертации узнаваемости в реальную поддержку.

### Прочая деятельность
В апреле 2020 года Кисиев подал в Мосгорсуд два иска с требованием признать незаконным ограничение свободы передвижения в Москве из-за введения цифровых пропусков. Он и его адвокат настаивали, что такие меры возможны только при введении особого режима на федеральном уровне, а московский КоАП противоречит федеральному законодательству. Один из его исков был оставлен без движения, другой — возвращён для устранения формальных недочётов. К этой инициативе, по словам Кисиева, должны были присоединиться некоторые независимые депутаты московских муниципалитетов.
В июле 2025 года Кисиев вместе с Борисом Надеждиным подал уведомление о проведении пикета у здания Госдумы против законопроекта о штрафах за поиск «экстремистских материалов» и рекламу VPN-сервисов. Несмотря на отказ мэрии Москвы, 22 июля Кисиев вышел на акцию с плакатом «За Россию без цензуры. Оруэлл писал антиутопию, а не методичку» и был задержан вместе с журналистами, освещавшими пикет; в отношении участников были составлены административные протоколы. 25 июля Тверской суд Москвы оштрафовал Дмитрия Кисиева на 20 тысяч рублей за нарушение правил проведения пикетирования.
15 августа 2025 Кисиев сообщил в своём телеграм-канале о планах подать коллективный иск, оспаривающий блокировку в РФ Telegram и WhatsApp.

## Преследование властями РФ

### Задержание в марте 2017
27 марта 2017 года в Симферополе Кисиева, направлявшегося на одиночный пикет против коррупции, задержали сотрудники полиции. Акция Кисиева была приурочена к всероссийским протестам в ответ на расследование Фонда борьбы с коррупцией «Он вам не Димон». Кисиева задержали трое сотрудников полиции на улице Павленко и доставили сначала в РОВД Центрального района, затем — в суд Железнодорожного района, где его приговорили к десяти суткам административного ареста по статье 19.3 КоАП РФ — «Неповиновение законному требованию сотрудника полиции». Кисиев назвал обвинения необоснованными и заявил о намерении обжаловать решение через адвоката.
Накануне был также задержан активист Алексей Ефремов, которому суд назначил штраф в размере 500 рублей по той же статье. В результате этих задержаний запланированные антикоррупционные пикеты в Симферополе 26 марта так и не состоялись. Вместо них на том же месте акцию провели представители «Единой России». Этот эпизод стал одним из первых случаев открытого преследования сторонников Навального в Крыму, демонстрируя, насколько ограничены возможности для выражения гражданской позиции в регионе.

### Обыск в марте 2018
В марте 2018 года Кисиев столкнулся с давлением со стороны силовых структур, что, по мнению правозащитников, можно квалифицировать как политическое преследование. Утром 1 марта связь с ним была потеряна — последним сообщением в чате активистов стало: «У меня полиция дома». После этого он перестал выходить на связь, что вызвало обеспокоенность среди единомышленников. Позже стало известно, что в его квартире в Джанкое прошёл обыск, который проводили около 15 сотрудников полиции. Формальной причиной послужили якобы готовящиеся «провокации» анархистов в день выборов президента России. Накануне он контактировал с участниками Pussy Riot, приезжавшими в Крым с акцией в поддержку Олега Сенцова. Тогда же силовики задержали и других оппозиционеров, в том числе Ольгу Борисову и Александра Софеева. Пресс-службы правоохранительных органов ситуацию не комментировали, а судьба Кисиева в течение суток оставалась неизвестной.

### Другие эпизоды
28 мая 2020 Кисиев был задержан на акции в поддержку журналиста Ильи Азара.

### Лишение гражданства РФ
Дмитрий Кисиев, как уроженец Крыма, проживавший на его территории, получил российское гражданство в 2014 году после присоединения полуострова к Российской Федерации.
8 июля 2025 года в Томске ему было вручено уведомление о возможности лишения приобретённого гражданства. Основанием послужило заключение управления по защите конституционного строя ФСБ России, в котором утверждается, что «действия активиста представляют угрозу для национальной безопасности, а также оказывают негативное влияние на политическую и социальную стабильность в обществе». Согласно статье 22 Федерального закона от 28 апреля 2023 года № 138-ФЗ «О гражданстве Российской Федерации», решение о лишении приобретённого гражданства может быть принято Федеральной службой безопасности.
11 июля Кисиев заявил о том, что покидает проект Штаб кандидатов, чтобы дать возможность штабу продолжить работу «в условиях давления». Команду ШК по информации издания Коммерсантъ может возглавить экс-глава штаба Бориса Надеждина в Калуге Константин Ларионов.
14 июля Кисиев подал иск об оспаривании решения о лишении гражданства.